# Maar Bonifác
Maar Bonifác János (Devecser, 1788. augusztus 29. – Balatonfüred, 1855. szeptember 3.) bencés szerzetes, történetíró, a Győri Királyi Akadémia tanára.
1812-től 1821-ig mint gimnáziumi tanár működött Nagyszombatban, Pannonhalmán, Pozsonyban és Győrött, és egy ideig Bécsben a Somogyi grófi családnál nevelői állást töltött be, ami nagyobb utazásokra adott neki alkalmat. Egy évig igazgatója is volt a győri főgimnáziumnak, amely állásától azonban, részint mert a németesítésnek nem volt barátja, másrészt mivel a hivatalos teendői tulajdonképenni tudományos munkásságában akadályozták, csakhamar megvált.
Szorosabban tudományos és felsőbb tanári pályáját 1821-ben a győri királyi akadémián mint az egyetemes és a magyar történelem tanára kezdte meg és folytatta 1850-ig. Ezen állásában vált a vasszorgalmú, nagy tudományú és tanszakait a legszélesebb alapokon művelő tanár a főiskolának kiváló díszévé, akitől sok jelese a hazának nyerte ez időben későbbi tudományos, irodalmi és közpályai szereplésére az alapot.
Irodalmi munkássága, az akkori időben fennforgott kedvezőtlenebb viszonyoknál fogva szűkebb körre szorítkozott; előadásainak némely jelentékenyebb részei kéziratok alakjában kerültek forgalomba; eredetileg latin nyelven szerkesztett Egyetemes történelem című, több kötetre tervezett s jórészt forrástanulmányokra alapított kézikönyvét magyarul 1853–1854-ben kezdte nyomtatásban közzétenni, azonban a két első (terjedelmes) köteten kivűl a nagybecsű munkának további részei Maar halála miatt nem láttak napvilágot.
Tanári működésének elismeréseként (1851) nyugalomba léptekor a magyar király az arany koronás érdemkereszttel tüntette ki. Gazdag történelmi, főleg világtörténelmi művekben bővelkedő könyvtára a pannonhalmi nagy könyvtárba helyeztetett, illetve olvasztatott be.

## Művei
- 1. Fuxhoffer Demjén jubiláris ünnepe alkalmára írt költemény. Veszprém, 1809
- 2. Elegia ill. ac rev. dno Thomae Kovács o. s. B. archiabbati occasione solemnis eius installationis. Jaurini, 1830
- 3. Carmen propempticum honoribus rev. ac ampl. domini Pauli Horváth, abbatis s. Aniani de Tihany, dum abdicato regentis munere in Tihanyiensem abbatiam rediret. Uo. 1830
- 4. Hálaadó vers, melyet mélt. és főt. Juranits Antal úrnak, Győrmegye püspökének, midőn mélt. és főt. Kovács Tamást szt. mártoni fő apátúrnak szentelné, mély tisztelettel ajánlj sz. Benedek rendje. Uo. 1830
- 5. Egyetemes történelem, melyet érettebb ifjak és olvasók számára írt. Első kötet. Őskor. Uo. 1853-54. Két rész, nyolcz füzetben (Miután a győri akadémián 1844-ig latinul adta elő a történelmet, ezen munkáját is latinul írta, azután magyarra fordította s hajdani tanítványainak ajánlotta. Új M. Muzeum 1854, Divatcsarnok 22. szám, Religio 1855. I. Kéziratban levő történelmének folytatólagos kiadását De la Casse Benjamin rend- és tanártársa vállalta magára.)
- Levele apátjához, Győr, 1853. decz. 19. (Figyelő XIX. 395. l.)